# François-Auguste Cheussey
François-Auguste Cheussey (31. července 1781 Saarlouis – 13. července 1857) byl francouzský architekt a stavitel.

## Život a kariéra
Nejprve byl spolupracovníkem J. F. Eustache de St. Fara, a podílel se na velkých stavebních projektech v Mohuči, například na kostele St. Achatius.
Později se stal architektem francouzského departmentu Somme v Pikardii. V této funkci pracoval, mimo jiné, na projektech:
- opatství Saint-Riquier, 1819-1822
- farní kostel Saint Roch v Ternant (Côte-d'Or), 1820
- Amiens:
  - renovace amienské katedrály, 1816 – 1848
  - knihovna Louise Aragona, 1823
  - Palais de Justice, dvě nové budovy, 1834 a 1846
  - návrh Place Saint-Denis (dnes Place René Goblet), 1839
  - farní kostel Saint-Firmin-le-Martyr, 1842-1843

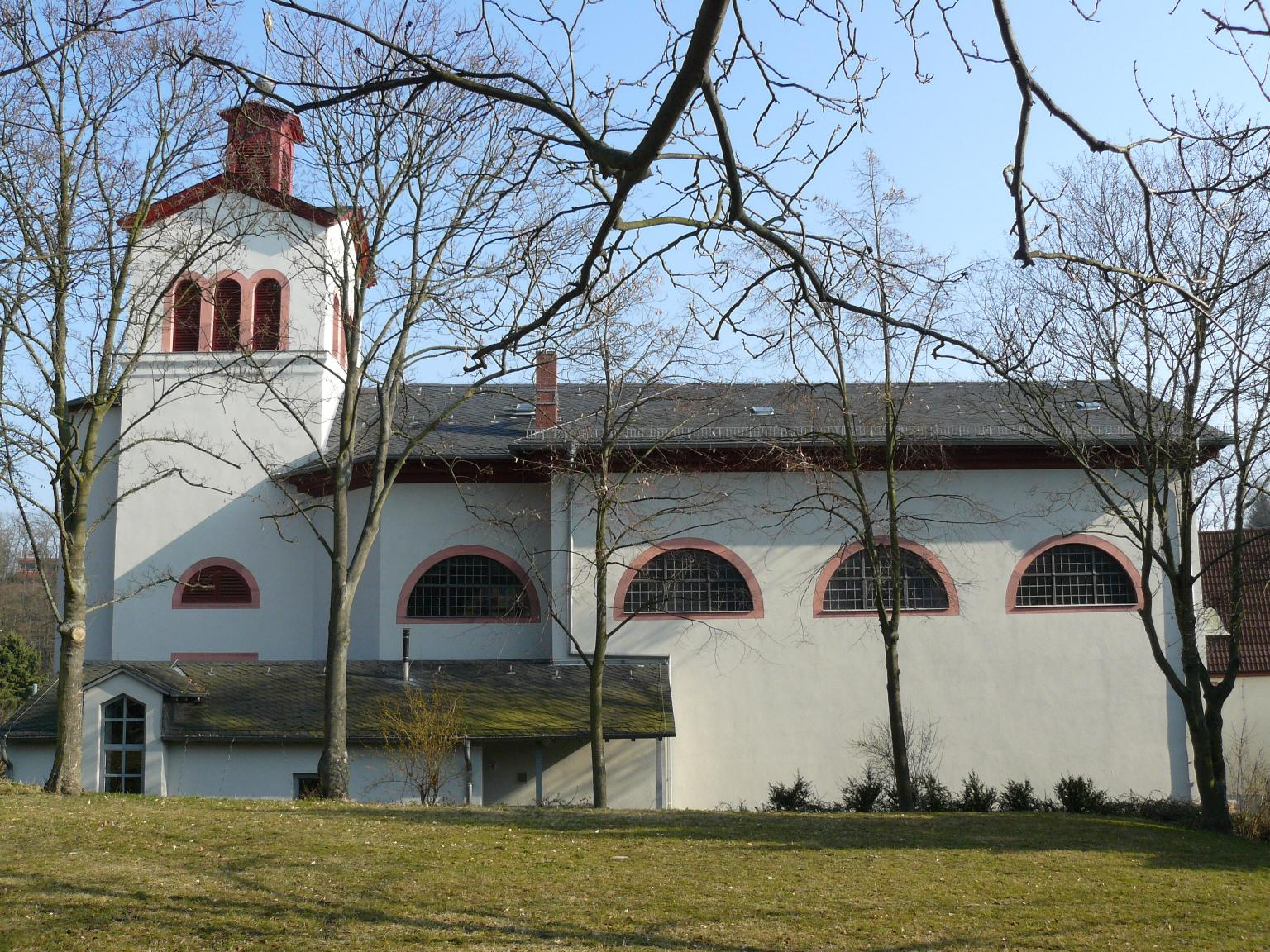
St. Achatius